# كونستانتين لوبوشانسكي
كونستانتين سيرجيفيتش لوبوشانسكي ( الروسية : Константин Сергеевич Лопушанский؛ ولد 12 يونيو 1947) مخرج وكاتب سيناريو روسي سوفيتي.  اشتهر بإخراج أفلام ما بعد نهاية العالم. أخرج ثمان أعمال حتى الآن أهمها فيلم رسائل الرجل الميت وفيلم زائر إلى متحف وفيلم البجع القبيح.

## سيرته الذاتية

### النشأة
ولد كونستانتين لوبوشانسكي في 12 يونيو 1947 في دنيبروبيتروفسك، جمهورية أوكرانيا الاشتراكية السوفياتية.  والدته كانت أستاذة اللسانيات صوفيا بتروفنا لوبوشانسكايا، التي عملت في جامعة فولغوغراد.  كان والد كونستانتين هو سيرجي تيموفيفيتش لوبوشانسكي، وهو جندي في الخطوط الأمامية توفي عام 1953 متأثرًا بجروح أصيب بها في الحرب.

### التعليم والوظيفة
في عام 1970، تخرج كونستانتين لوبوشانسكي من المعهد الموسيقي في قازان كعازف كمان، وفي عام 1973 أكمل دورة الدراسات العليا في معهد لينينغراد بدرجة الدكتوراه. أطروحة في النقد الفني. ثم درس كونستانتين لوبوشانسكي لعدة سنوات في معاهد كازان ولينينغراد.
بعد ذلك، أخذ الدورات العليا لكتاب السيناريو ومخرجي الأفلام .  عند تخرجه من الدورات في 1979 ساعد المخرج الروسي الأعظم أندريه تاركوفسكي في إخراج الفيلم الأسطوري مطارد.

### رسائل الرجل الميت
في عام 1986 قدم كونستانتين لوبوشانسكي فيلمه الروائي الطويل لأول مرة مع فيلم ما بعد نهاية العالم رسائل الرجل الميت، والتي شارك في تأليفها بوريس ستروغاتسكي. تم عرضه في قسم أسبوع النقاد الدولي بمهرجان كان السينمائي عام 1987  وحصل على جائزة FIPRESCI في المهرجان السينمائي الدولي الخامس والثلاثين في مانهايم-هايدلبرغ.
في عام 1994 تم عرض فيلم السمفونية الروسية في قسم المنتدى في مهرجان برلين السينمائي الدولي الخامس والأربعين حيث حصل على جائزة لجنة التحكيم المسكونية.
دخل فيلمه " زائر إلى متحف" عام 1989 في مهرجان موسكو السينمائي الدولي السادس عشر حيث فاز بجائزة سانت جورج الفضية وجائزة لجنة التحكيم المسكونية.
في عام 2006، قام بعمل فيلمه الرائع البجع القبيح.
تم عرض فيلمه الدرامي الدور لعام 2013 في مسابقة في مهرجان موسكو السينمائي الدولي الخامس والثلاثين.  حصل على جائزة نيكا لأفضل سيناريو.
وكان آخر أعماله فيلم من خلال الزجاج الأسود لعام 2019.

## أفلامه
| ر | إسم الفيلم              | السنة |
| - | ----------------------- | ----- |
| 1 | Solo (فيلم قصير)        | 1980  |
| 2 | Dead Man's Letters      | 1986  |
| 3 | A Visitor to a Museum   | 1989  |
| 4 | Russian Symphony        | 1994  |
| 5 | The Turn of the Century | 2001  |
| 6 | The Ugly Swans          | 2006  |
| 7 | The Role                | 2013  |
| 8 | Through the Black Glass | 2019  |

## وصلات خارجية
- كونستانتين لوبوشانسكي على موقع IMDb (الإنجليزية)
- كونستانتين لوبوشانسكي على موقع قاعدة بيانات الأفلام السويدية (السويدية)
- كونستانتين لوبوشانسكي على موقع قاعدة بيانات الفيلم (الإنجليزية)
- كونستانتين لوبوشانسكي على موقع كينوبويسك (الروسية)